# Great Witcombe
Great Witcombe – wieś i civil parish w Anglii, w Gloucestershire, w dystrykcie Tewkesbury. W 2001 civil parish liczyła 80 mieszkańców.